# Dorfkirche Priborn

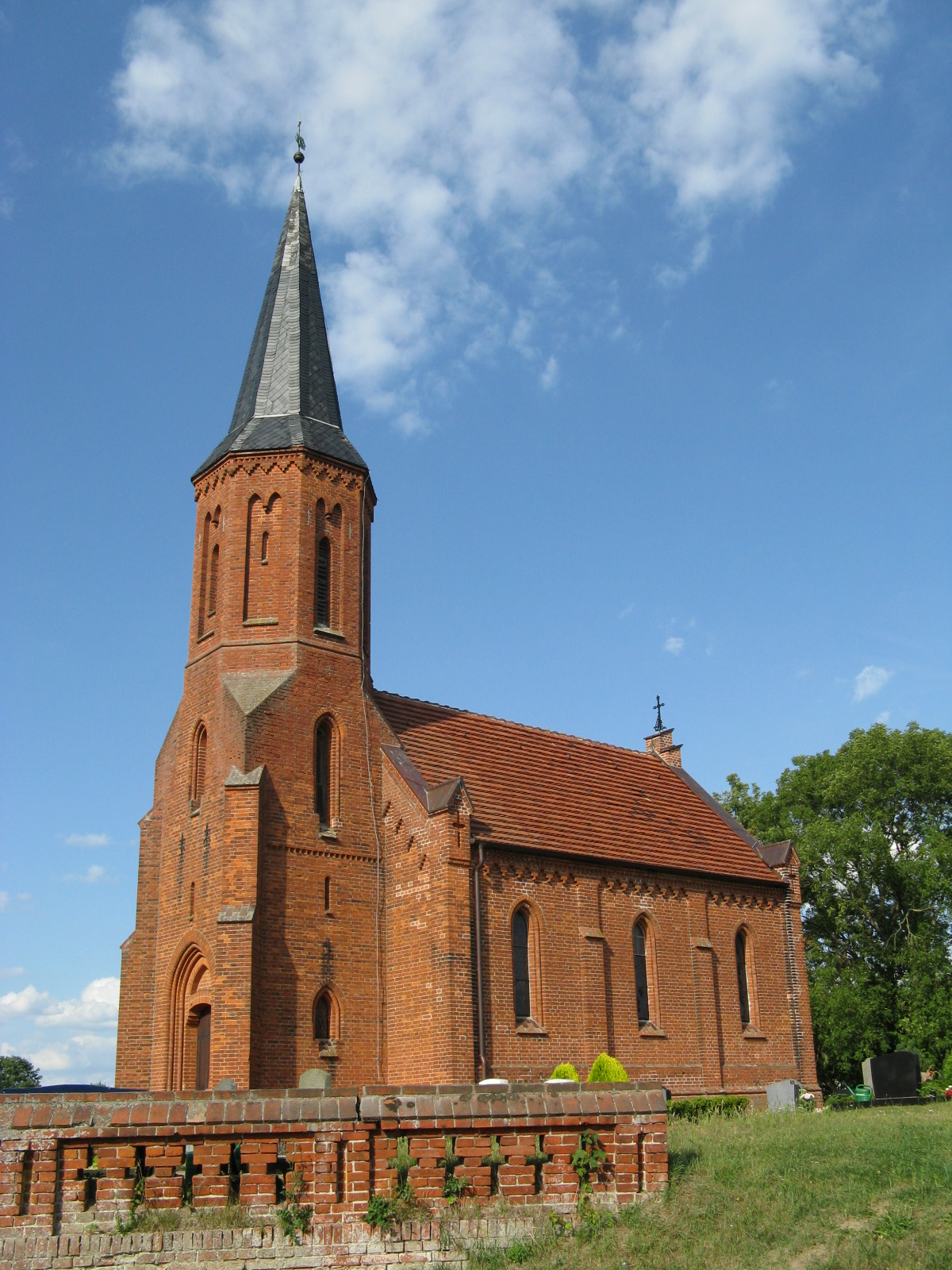
Dorfkirche Priborn

Die Dorfkirche Priborn ist ein denkmalgeschütztes Kirchengebäude in Priborn, einer Gemeinde im Landkreis Mecklenburgische Seenplatte (Mecklenburg-Vorpommern). Sie gehört zur Kirchengemeinde Rechlin-Vipperow in der Propstei Neustrelitz, Kirchenkreis Mecklenburg der Evangelisch-Lutherischen Kirche in Norddeutschland.

## Geschichte und Architektur
Von der Vorgängerkirche wurde ein Glasfenster mit dem Wappen des Herzogs Carl geborgen und in die neue Kirche eingebaut.
Die rechteckige Backsteinkirche wurde von 1869 bis 1870 durch den Schweriner Baurat Theodor Krüger erbaut. Sie ist reich mit Friesen und getreppten Backsteinblenden versehen. Der kleine Anbau mit fialartigen Aufsätzen war wohl früher eine Pforte. Die Wände sind durch hohe, spitzbogige Fenster mit gestuften Gewänden und flache sowie getreppte Stützpfeiler gegliedert. An den Ecken des Schiffes befinden sich fialartige Aufsätze mit eingelassenen Kreuzen. Der Chor ist mit Schiefer gedeckt. Der eingezogene, polygonale Chor ist von einem Kreuzrippengewölbe mit Backsteinelementen überspannt. Die Verbindung vom Schiff zum Chor bildet ein Triumphbogen mit Backsteinwulsten.

## Turm
Der Turm steht auf einem sechseckigen Grundriss, er wurde dem Gebäude an der Westseite vorgesetzt. Das Obergeschoss wird durch Schallöffnungen gegliedert und wird von einem Helm und einer Wetterfahne bekrönt.

## Ausstattung
- Die Ausstattung stammt aus neuerer Zeit, darunter befindet sich das Holzgestühl mit geschnitzten Verzierungen.
- Der schlichte Holzaltar ist mit vier Fialtürmchen verziert. Das Altargemälde von 1869 ist eine Arbeit des Malers Fischer-Maisson.
- Das helle Taufbecken wurde aus Kalkstein angefertigt.
- Die einfache Holzkanzel steht auf einem hölzernen Fuß und ist mit geschnitzten Gestaltungselementen verziert.
- Die 1899 eingeweihte Orgel von Marcus Runge besitzt einen dreifachen Prospekt.
- Die drei Glocken wurden von Peter Maths gegossen.